# Alpes Cottiae

Provincie na mapě Římského impéria roku 125

Alpes Cottiae byla provincie Římské říše. Založena byla roku 63 císařem Nerem. Byla to jedna ze tří alpských římských provincií, vedle Alpes Graiae et Poeninae a Alpes Maritimae. Rozkládala se na území dnešní Francie a Itálie. Hlavním městem bylo Segusio (dnešní Susa, součást metropolitního města Turín v italském Piemontu). Dalšími významnými městy byly Eburodunum (Embrun) a Brigantio (Briançon). Provincie byla pojmenována po Marcusi Juliovi Cottiusovi, místním králi, který se dohodl s císařem Augustem na dobrovolném podřízení Římu, za což si vysloužil post guvernéra. Jeho klientský stát se nazýval Cottii Regnum, než byl Nerem přeměněn na provincii. Název provincie se zachoval v geografickém označení Kottické Alpy. De facto provincie zanikla Diokleciánovými reformami (okolo 295), které západní část provincie připojily k Alpes Maritimae, východní pak byla de facto začleněna pod římskou Itálii. Formálně provincie zanikla až s pádem Říma roku 476 a ustavením Odoakerova Italského království (476–493).